# إليوت ماتازو
إليوت ماتازو (مواليد 15 فبراير 2002) هو لاعب كرة قدم بلجيكي يلعب في مركز خط الوسط في نادي موناكو.

## روابط خارجية
- إليوت ماتازو على موقع الاتحاد الأوربي (الإنجليزية)
- إليوت ماتازو على موقع الاتحاد البلجيكي (الإنجليزية)
- إليوت ماتازو على موقع إي إس بي إن إف سي (الإنجليزية)
- إليوت ماتازو على موقع قاعدة بيانات كرة القدم.إي يو (الإنجليزية)
- إليوت ماتازو على موقع ليكيب (الفرنسية)
- إليوت ماتازو على موقع Soccerbase.com (لاعب) (الإنجليزية)
- إليوت ماتازو على موقع Soccerway.com (الإنجليزية)
- إليوت ماتازو على موقع عالم كرة القدم.نت (الإنجليزية)
- إليوت ماتازو على موقع AS.com (الإسبانية)